# Temporada 2023 de Porsche Supercup
La temporada 2023 de Porsche Supercup fue la  31.ª edición de dicho campeonato. Comenzó el 25 de mayo en Montecarlo y finalizó el 3 de septiembre en Monza. Todas las carreras se disputan como soporte a Grandes Premios de Fórmula 1.

## Equipos y pilotos
| Equipo                     | N.º | Piloto                      | Estado | Rondas   |
| -------------------------- | --- | --------------------------- | ------ | -------- |
| BWT Lechner Racing         | 1   | Bastian Buus                |        | Todas    |
| BWT Lechner Racing         | 2   | Harri Jones                 | N      | Todas    |
| BWT Lechner Racing         | 3   | Harry King                  |        | Todas    |
| Fach Auto Tech             | 4   | Morris Schuring             |        | Todas    |
| Fach Auto Tech             | 5   | Alexander Fach              |        | Todas    |
| Fach Auto Tech             | 6   | Gustav Burton               | N      | Todas    |
| Fach Auto Tech             | 34  | Peter Hegglin               | I      | 2        |
| Fach Auto Tech             | 34  | Jan Klingelnberg            |        | 5        |
| Huber Racing               | 7   | Leon Köhler                 |        | Todas    |
| Huber Racing               | 8   | Simone Iaquinta             |        | Todas    |
| Huber Racing               | 41  | Bashar Mardini              |        | 5-8      |
| Team Huber Racing          | 9   | Jorge Lorenzo               |        | 1-2, 4-8 |
| Team Huber Racing          | 9   | Josh Stanton                | I      | 3        |
| Team Huber Racing          | 10  | Pablo Marcelo Otero         |        | 1        |
| Team Huber Racing          | 10  | Horst Felix Felbermayr      | I      | 2        |
| Team Huber Racing          | 10  | Angel Andres Benitez Graffe | I      | 3        |
| Team Huber Racing          | 10  | Juan Manuel Fayen Lonjon    | I      | 4-5      |
| Team Huber Racing          | 10  | Javier Ripoll Sanchez       | I      | 6-8      |
| Team Huber Racing          | 35  | Luca Rettenbacher           | I      | 2        |
| Team Huber Racing          | 44  | Flynt Schuring              | I      | 6-7      |
| CLRT                       | 11  | Dorian Boccolacci           |        | Todas    |
| CLRT                       | 12  | Benjamin Paque              | N      | Todas    |
| CLRT                       | 13  | Michael Verhagen            |        | Todas    |
| Dinamic GT                 | 14  | Jaap van Lagen              |        | Todas    |
| Dinamic GT                 | 15  | Giorgio Amati               | N      | Todas    |
| Dinamic GT                 | 16  | Gianmarco Quaresmini        |        | 1-2, 4-8 |
| Dinamic GT                 | 16  | Angus Whiteside             | I      | 3        |
| Dinamic GT                 | 36  | Aldo Festante               | I      | 2        |
| Ombra Racing               | 17  | Risto Vukov                 |        | Todas    |
| Ombra Racing               | 18  | Keagan Masters              | N      | Todas    |
| Ombra Racing               | 19  | Riccardo Pera               | N      | 1-2      |
| Ombra Racing               | 19  | Marvin Klein                | I      | 3-8      |
| Ombra Racing               | 29  | Alberto Cerqui              | I      | 5        |
| Pierre Martinet by Alméras | 20  | Roar Lindland               |        | Todas    |
| Pierre Martinet by Alméras | 21  | Yves Baltas                 | N      | Todas    |
| Martinet by Alméras        | 22  | Alessandro Ghiretti         | N      | Todas    |
| Martinet by Alméras        | 23  | Jukka Honkavuori            |        | Todas    |
| Martinet by Alméras        | 46  | Kailuo Luo                  | I      | 8        |
| Team GP Elite              | 24  | Loek Hartog                 |        | Todas    |
| Team GP Elite              | 25  | Larry ten Voorde            |        | Todas    |
| Team GP Elite              | 26  | Lucas Groeneveld            |        | Todas    |
| GP Elite                   | 27  | Ghislain Cordeel            | N      | Todas    |
| GP Elite                   | 28  | Huub van Eijndhoven         | N      | Todas    |
| GP Elite                   | 33  | Sören Spreng                | I      | 2, 4     |
| GP Elite                   | 42  | Niels Troost                |        | 6-7      |
| GP Elite                   | 43  | Lucas van Eijndhoven        |        | 6-7      |
| Porsche Cup Suisse         | 34  | Peter Hegglin               | I      | 8        |
| Porsche Cup Suisse         | 45  | Alexander Schwarzer         | I      | 8        |
| Richardson Racing          | 37  | Ross Wylie                  | I      | 3        |
| Richardson Racing          | 38  | Robert de Haan              | I      | 3        |
| Team Parker Racing         | 39  | Adam Smalley                | I      | 3        |
| Team Parker Racing         | 40  | Will Aspin                  | I      | 3        |
| Porsche Motorsport         | 911 | Timo Glock                  | I      | 4, 8     |
| Fuente:                    |     |                             |        |          |

| Icono | Estado      |
| ----- | ----------- |
| PA    | Copa Pro-Am |
| N     | Novato      |
| I     | Invitado    |

## Calendario
| Ronda   | Circuito                             | Fecha                  |
| ------- | ------------------------------------ | ---------------------- |
| 1       | Circuito de Mónaco, Montecarlo       | 25-28 de mayo          |
| 2       | Red Bull Ring, Spielberg             | 30 de junio-2 de julio |
| 3       | Circuito de Silverstone, Silverstone | 7-9 de julio           |
| 4       | Hungaroring, Mogyoród                | 21-23 de julio         |
| 5       | Circuito de Spa-Francorchamps, Spa   | 28-30 de julio         |
| 6       | Circuito de Zandvoort, Zandvoort     | 25-27 de agosto        |
| 7       | Circuito de Zandvoort, Zandvoort     | 25-27 de agosto        |
| 8       | Autodromo Nazionale di Monza, Monza  | 1-3 de septiembre      |
| Fuente: |                                      |                        |

## Resultados
| Ronda   | Ronda             | Pole position     | Vuelta rápida   | Piloto ganador  | Equipo ganador     |
| ------- | ----------------- | ----------------- | --------------- | --------------- | ------------------ |
| 1       | Montecarlo        | Larry ten Voorde  | Loek Hartog     | Harry King      | BWT Lechner Racing |
| 2       | Spielberg         | Larry ten Voorde  | Bastian Buus    | Bastian Buus    | BWT Lechner Racing |
| 3       | Silverstone       | Dorian Boccolacci | Bastian Buus    | Alexander Fach  | Fach Auto Tech     |
| 4       | Budapest          | Harry King        | Harry King      | Harry King      | BWT Lechner Racing |
| 5       | Spa-Francorchamps | Morris Schuring   | Bastian Buus    | Morris Schuring | Fach Auto Tech     |
| 6       | Zandvoort         | Morris Schuring   | Morris Schuring | Morris Schuring | Fach Auto Tech     |
| 7       | Zandvoort         | Loek Hartog       | Loek Hartog     | Loek Hartog     | Team GP Elite      |
| 8       | Monza             | Harry King        | Bastian Buus    | Harry King      | BWT Lechner Racing |
| Fuente: |                   |                   |                 |                 |                    |

## Clasificaciones

### Puntuaciones
| Posición | 1.º | 2.º | 3.º | 4.º | 5.º | 6.º | 7.º | 8.º | 9.º | 10.º | 11.º | 12.º | 13.º | 14.º | 15.º |
| Puntos   | 25  | 20  | 17  | 14  | 12  | 10  | 9   | 8   | 7   | 6    | 5    | 4    | 3    | 2    | 1    |

### Campeonato de Pilotos
| Pos.                                            | Piloto                      | MON | SPI | SIL | BUD | SPA | ZAN | ZAN | MNZ | Puntos |
| ----------------------------------------------- | --------------------------- | --- | --- | --- | --- | --- | --- | --- | --- | ------ |
| 1                                               | Bastian Buus                | 3   | 1   | 13  | 3   | 2   | 4   | 2   | 13  | 122    |
| 2                                               | Larry ten Voorde            | 2   | 2   | 27† | 4   | 7   | 3   | 3   | 2   | 117    |
| 3                                               | Harry King                  | 1   | 10  | Ret | 1   | 4   | Ret | 5   | 1   | 108    |
| 4                                               | Morris Schuring             | 6   | 19  | 9   | 7   | 1   | 1   | 4   | 5   | 103    |
| 5                                               | Dorian Boccolacci           | 5   | 4   | 11  | 2   | 3   | 14  | 10  | Ret | 79     |
| 6                                               | Loek Hartog                 | 4   | Ret | 10  | 16  | 10  | 2   | 1   | Ret | 75     |
| 7                                               | Alessandro Ghiretti N       | Ret | 7   | 3   | Ret | 5   | 5   | 6   | Ret | 64     |
| 8                                               | Alexander Fach              | 14  | Ret | 1   | 9   | 17  | 7   | 8   | 6   | 63     |
| 9                                               | Harri Jones N               | 9   | Ret | 7   | 6   | 6   | 10  | 12  | 4   | 63     |
| 10                                              | Keagan Masters N            | Ret | 18  | 4   | 12  | 22  | 9   | 9   | 10  | 45     |
| 11                                              | Jaap van Lagen              | 10  | 9   | 5   | 21  | 14  | 13  | 13  | 12  | 44     |
| 12                                              | Simone Iaquinta             | Ret | 12  | Ret | 8   | 20  | 11  | 11  | 3   | 42     |
| 13                                              | Huub van Eijndhoven N       | 7   | 5   | 21  | 11  | 16  | 6   | 20  | 23† | 39     |
| 14                                              | Leon Köhler                 | Ret | 3   | 6   | 19  | 8   | WD  | WD  | DNS | 37     |
| 15                                              | Benjamin Paque N            | 13  | 11  | 8   | 5   | 12  | 22  | 15  | Ret | 37     |
| 16                                              | Giorgio Amati N             | 8   | 14  | 14  | Ret | 18  | 15  | 23  | 7   | 26     |
| 17                                              | Gustav Burton N             | 15  | Ret | 17  | 13  | 13  | 12  | 14  | 16  | 21     |
| 18                                              | Jukka Honkavuori            | 19  | 8   | DSQ | 23  | 25  | Ret | 17  | 11  | 15     |
| 19                                              | Gianmarco Quaresmini        | 11  | 25  |     | Ret | 11  | 21  | 19  | 22† | 12     |
| 20                                              | Ghislain Cordeel N          | 17  | 16  | Ret | Ret | 21  | Ret | 16  | 8   | 10     |
| 21                                              | Riccardo Pera N             | 12  | 13  |     | WD  |     |     |     |     | 8      |
| 22                                              | Risto Vukov                 | 18  | 28  | 20  | 14  | 29  | 19  | 28† | 17  | 4      |
| 23                                              | Michael Verhagen            | 16  | 21  | 22  | 20  | 28  | 18  | 26  | 14  | 3      |
| 24                                              | Jorge Lorenzo               | Ret | 15  |     | Ret | 23  | 16  | 21  | 24† | 3      |
| 25                                              | Yves Baltas N               | Ret | 23  | 23  | 22  | 27  | Ret | 22  | 15  | 2      |
| 26                                              | Lucas Groeneveld            | Ret | 17  | 18  | Ret | 19  | Ret | 18  | Ret | 2      |
| 27                                              | Roar Lindland               | Ret | 22  | 24  | 17  | 26  | 20  | 25  | 20  | 1      |
| NC                                              | Pablo Marcelo Otero         | DNS |     |     |     |     |     |     |     | 0      |
| Pilotos invitados inelegibles para sumar puntos |                             |     |     |     |     |     |     |     |     |        |
|                                                 | Robert de Haan              |     |     | 2   |     |     |     |     |     |        |
|                                                 | Luca Rettenbacher           |     | 6   |     |     |     |     |     |     |        |
|                                                 | Marvin Klein                |     |     | 15  | 10  | 9   | 8   | 7   | Ret |        |
|                                                 | Timo Glock                  |     |     |     | 15  |     |     |     | 9   |        |
|                                                 | Adam Smalley                |     |     | 12  |     |     |     |     |     |        |
|                                                 | Alberto Cerqui              |     |     |     |     | 15  |     |     |     |        |
|                                                 | Ross Wylie                  |     |     | 16  |     |     |     |     |     |        |
|                                                 | Flynt Schuring              |     |     |     |     |     | 17  | 24  |     |        |
|                                                 | Bashar Mardini              |     |     |     |     | 24  | Ret | 27  | 18  |        |
|                                                 | Sören Spreng                |     | 24  |     | 18  |     |     |     |     |        |
|                                                 | Will Aspin                  |     |     | 19  |     |     |     |     |     |        |
|                                                 | Alexander Schwarzer         |     |     |     |     |     |     |     | 19  |        |
|                                                 | Aldo Festante               |     | 20  |     |     |     |     |     |     |        |
|                                                 | Peter Hegglin               |     | 26  |     |     |     |     |     | 21  |        |
|                                                 | Josh Stanton                |     |     | 25  |     |     |     |     |     |        |
|                                                 | Angel Andres Benitez Graffe |     |     | 26  |     |     |     |     |     |        |
|                                                 | Horst Felix Felbermayr      |     | 27  |     |     |     |     |     |     |        |
|                                                 | Angus Whiteside             |     |     | Ret |     |     |     |     |     |        |
|                                                 | Jan Klingelnberg            |     |     |     |     | Ret |     |     |     |        |
|                                                 | Niels Troost                |     |     |     |     |     | Ret | Ret |     |        |
|                                                 | Lucas van Eijndhoven        |     |     |     |     |     | Ret | Ret |     |        |
|                                                 | Juan Manuel Fayen Lonjon    |     |     |     | DNS | DNS |     |     |     |        |
|                                                 | Kailuo Luo                  |     |     |     |     |     |     |     | DNS |        |
|                                                 | Javier Ripoll Sanchez       |     |     |     |     |     | WD  | WD  | DNS |        |
| Pos.                                            | Piloto                      | MON | SPI | SIL | BUD | SPA | ZAN | ZAN | MNZ | Puntos |

| Color     | Resultado                                                               |
| --------- | ----------------------------------------------------------------------- |
| Oro       | Ganador                                                                 |
| Plata     | 2.ª plaza                                                               |
| Bronce    | 3.ª plaza                                                               |
| Verde     | Finalizó en los puntos                                                  |
| Azul      | Finalizó sin puntos                                                     |
| Azul      | NC - No clasificado                                                     |
| Violeta   | Ret - No terminó (Carrera)                                              |
| Rojo      | DNQ - No se clasificó                                                   |
| Negro     | DSQ - Descalificado                                                     |
| Blanco    | DNS - No empezó (carrera)                                               |
| Blanco    | WD - Retirado (fin de semana)                                           |
| Blanco    | C - Carrera cancelada                                                   |
| Sin color | DNP - Inscrito pero no participó                                        |
| Sin color | INJ - Lesionado                                                         |
| Sin color | EX - Excluido                                                           |
| Estado    | Resultado                                                               |
| Negrita   | Pole position                                                           |
| Cursiva   | Vuelta rápida                                                           |
| †         | Abandona, pero clasifica al completar el porcentaje requerido para ello |

Fuente: Porsche Supercup.

### Campeonato de Equipos
| Pos.    | Equipo                     | Puntos |
| ------- | -------------------------- | ------ |
| 1       | BWT Lechner Racing         | 201    |
| 2       | Team GP Elite              | 170    |
| 3       | Fach Auto Tech             | 145    |
| 4       | CLRT                       | 112    |
| 5       | Ombra Racing               | 76     |
| 6       | Martinet by Alméras        | 73     |
| 7       | Huber Racing               | 60     |
| 8       | Dinamic GT                 | 53     |
| 9       | GP Elite                   | 38     |
| 10      | Team Huber Racing          | 2      |
| 11      | Pierre Martinet by Alméras | 0      |
| Fuente: |                            |        |

### Citas
1. 1 2  «Porsche Supercup to continue as Formula 1 support series until 2030». 25 de noviembre de 2022. Consultado el 29 de abril de 2023.
2. ↑  Hub, Porsche Motorsport. «Drivers and Teams of the Porsche Mobil 1 Supercup 2023 | Porsche Motorsport Hub». motorsports.porsche.com (en inglés). Consultado el 4 de septiembre de 2023.
3. ↑  Hub, Porsche Motorsport. «All race results of the Porsche Mobil 1 Supercup 2023 | Porsche Motorsport Hub». motorsports.porsche.com (en inglés). Consultado el 4 de septiembre de 2023.
4. ↑  «Race Results». Porsche Supercup (en inglés). Consultado el 21 de julio de 2023.
5. 1 2  Hub, Porsche Motorsport. «All race results of the Porsche Mobil 1 Supercup 2023 | Porsche Motorsport Hub». motorsports.porsche.com (en inglés). Consultado el 4 de septiembre de 2023.